# Autobiography
 (avril 2017).
Si vous disposez d'ouvrages ou d'articles de référence ou si vous connaissez des sites web de qualité traitant du thème abordé ici, merci de compléter l'article en donnant les références utiles à sa vérifiabilité et en les liant à la section « Notes et références ».
Albums de Ashlee Simpson
I Am Me
(2005)
Singles
1. Pieces of Me
Sortie : 29 juin 2004
2. Shadow
Sortie : 8 novembre 2004
3. La La
Sortie : 24 janvier 2005

Autobiography est le premier album de la chanteuse et auteure-compositrice-interprète pop rock américaine Ashlee Simpson, sorti en 2004. C'est également le titre de l'une des chansons présentes sur celui-ci.

## Présentation
Publié aux États-Unis par Geffen Records le 20 juillet 2004, Autobiography entre à la 1re place du Billboard 200 américain et est certifié triple platine par la RIAA.
Musicalement, l'album combine des éléments de rock et de pop.
La réception de l'album, par les critiques, est mitigée.
Autobiography s'est vendu à plus de cinq millions d'exemplaires dans le monde entier.
Trois singles sont édités : Pieces of Me - le premier et le plus réussi - qui a été un succès dans plusieurs pays au 2e semestre 2004, ainsi que Shadow et La La
MTV a mis en évidence le processus de réalisation de l'album dans l'émission de téléréalité The Ashlee Simpson Show, qui a attiré un large public et a servi de véhicule promotionnel efficace pour l'album.

## Liste des titres
Toutes les chansons sont écrites et composées par Ashlee Simpson, Kara DioGuardi et John Shanks (en), sauf annotation.
| 1.    | Autobiography                 |                                                            | 3:34 |
| 2.    | Pieces of Me                  |                                                            | 3:39 |
| 3.    | Shadow                        |                                                            | 3:59 |
| 4.    | La La                         |                                                            | 3:44 |
| 5.    | Love Makes the World Go Round | Simpson, Shanks                                            | 3:46 |
| 6.    | Better Off                    |                                                            | 3:29 |
| 7.    | Love Me for Me                | Simpson, Shanks, Shelly Peiken                             | 3:30 |
| 8.    | Surrender                     |                                                            | 3:21 |
| 9.    | Unreachable                   | Simpson, Stan Frazier, Steve Fox, Robbie Nevil, Billy Mann | 3:55 |
| 10.   | Nothing New                   |                                                            | 3:08 |
| 11.   | Giving It All Away            | Simpson, John Feldmann                                     | 2:58 |
| 12.   | Undiscovered                  | Simpson, Shanks                                            | 4:57 |
| 44:00 |                               |                                                            |      |

| Titre bonus - Édition internationale (Geffen Records, 25 octobre 2004) | Titre bonus - Édition internationale (Geffen Records, 25 octobre 2004) | Titre bonus - Édition internationale (Geffen Records, 25 octobre 2004) | Titre bonus - Édition internationale (Geffen Records, 25 octobre 2004) | Titre bonus - Édition internationale (Geffen Records, 25 octobre 2004) | Titre bonus - Édition internationale (Geffen Records, 25 octobre 2004) | Titre bonus - Édition internationale (Geffen Records, 25 octobre 2004) | Titre bonus - Édition internationale (Geffen Records, 25 octobre 2004) | Titre bonus - Édition internationale (Geffen Records, 25 octobre 2004) | Titre bonus - Édition internationale (Geffen Records, 25 octobre 2004) |
| No                                                                     | Titre                                                                  | Auteur                                                                 | Durée                                                                  |                                                                        |                                                                        |                                                                        |                                                                        |                                                                        |                                                                        |
| ---------------------------------------------------------------------- | ---------------------------------------------------------------------- | ---------------------------------------------------------------------- | ---------------------------------------------------------------------- | ---------------------------------------------------------------------- | ---------------------------------------------------------------------- | ---------------------------------------------------------------------- | ---------------------------------------------------------------------- | ---------------------------------------------------------------------- | ---------------------------------------------------------------------- |
| 13.                                                                    | Harder Everyday                                                        | Simpson, Feldmann, Benji Madden                                        | 3:29                                                                   |                                                                        |                                                                        |                                                                        |                                                                        |                                                                        |                                                                        |
| 47:34                                                                  |                                                                        |                                                                        |                                                                        |                                                                        |                                                                        |                                                                        |                                                                        |                                                                        |                                                                        |

| Titres bonus - Édition spéciale Royaume-Uni et Europe (Polydor, 30 août 2004) | Titres bonus - Édition spéciale Royaume-Uni et Europe (Polydor, 30 août 2004) | Titres bonus - Édition spéciale Royaume-Uni et Europe (Polydor, 30 août 2004) | Titres bonus - Édition spéciale Royaume-Uni et Europe (Polydor, 30 août 2004) | Titres bonus - Édition spéciale Royaume-Uni et Europe (Polydor, 30 août 2004) | Titres bonus - Édition spéciale Royaume-Uni et Europe (Polydor, 30 août 2004) | Titres bonus - Édition spéciale Royaume-Uni et Europe (Polydor, 30 août 2004) | Titres bonus - Édition spéciale Royaume-Uni et Europe (Polydor, 30 août 2004) | Titres bonus - Édition spéciale Royaume-Uni et Europe (Polydor, 30 août 2004) | Titres bonus - Édition spéciale Royaume-Uni et Europe (Polydor, 30 août 2004) |
| No                                                                            | Titre                                                                         | Durée                                                                         |                                                                               |                                                                               |                                                                               |                                                                               |                                                                               |                                                                               |                                                                               |
| ----------------------------------------------------------------------------- | ----------------------------------------------------------------------------- | ----------------------------------------------------------------------------- | ----------------------------------------------------------------------------- | ----------------------------------------------------------------------------- | ----------------------------------------------------------------------------- | ----------------------------------------------------------------------------- | ----------------------------------------------------------------------------- | ----------------------------------------------------------------------------- | ----------------------------------------------------------------------------- |
| 13.                                                                           | Harder Everyday                                                               | 3:31                                                                          |                                                                               |                                                                               |                                                                               |                                                                               |                                                                               |                                                                               |                                                                               |
| 14.                                                                           | Sorry                                                                         | 3:42                                                                          |                                                                               |                                                                               |                                                                               |                                                                               |                                                                               |                                                                               |                                                                               |
| 51:18                                                                         |                                                                               |                                                                               |                                                                               |                                                                               |                                                                               |                                                                               |                                                                               |                                                                               |                                                                               |

| Titres bonus - Édition limitée Japon (Geffen Records, 25 août 2004) | Titres bonus - Édition limitée Japon (Geffen Records, 25 août 2004) | Titres bonus - Édition limitée Japon (Geffen Records, 25 août 2004) | Titres bonus - Édition limitée Japon (Geffen Records, 25 août 2004) | Titres bonus - Édition limitée Japon (Geffen Records, 25 août 2004) | Titres bonus - Édition limitée Japon (Geffen Records, 25 août 2004) | Titres bonus - Édition limitée Japon (Geffen Records, 25 août 2004) | Titres bonus - Édition limitée Japon (Geffen Records, 25 août 2004) | Titres bonus - Édition limitée Japon (Geffen Records, 25 août 2004) | Titres bonus - Édition limitée Japon (Geffen Records, 25 août 2004) |
| No                                                                  | Titre                                                               | Durée                                                               |                                                                     |                                                                     |                                                                     |                                                                     |                                                                     |                                                                     |                                                                     |
| ------------------------------------------------------------------- | ------------------------------------------------------------------- | ------------------------------------------------------------------- | ------------------------------------------------------------------- | ------------------------------------------------------------------- | ------------------------------------------------------------------- | ------------------------------------------------------------------- | ------------------------------------------------------------------- | ------------------------------------------------------------------- | ------------------------------------------------------------------- |
| 13.                                                                 | Harder Everyday                                                     | 3:31                                                                |                                                                     |                                                                     |                                                                     |                                                                     |                                                                     |                                                                     |                                                                     |
| 14.                                                                 | Sorry                                                               | 3:45                                                                |                                                                     |                                                                     |                                                                     |                                                                     |                                                                     |                                                                     |                                                                     |
| 15.                                                                 | Endless Summer                                                      | 3:40                                                                |                                                                     |                                                                     |                                                                     |                                                                     |                                                                     |                                                                     |                                                                     |
| 55:01                                                               |                                                                     |                                                                     |                                                                     |                                                                     |                                                                     |                                                                     |                                                                     |                                                                     |                                                                     |

## Crédits

### Membres du groupe
- Ashlee Simpson : chant, chœurs
- John Shanks : basse, guitares, claviers, chœurs
- Kenny Aronoff, Jeff Rothschild, Abe Laboriel Jr. : batterie
- Jamie Muhoberac : piano, orgue
- Patrick Warren : Chamberlin
- Kara DioGuardi : chœurs

### Équipes technique et production
- Production, mixage : John Shanks
- Mixage, enregistrement : Jeff Rothschild
- Arrangements des cordes : David Campbell
- Mastering : Ted Jensen
- Ingénierie (additionnelle et assistant) : Mark Valentine, Glen Pittman
- Programmation originale : John Feldmann
- Producteur délégué, A&R : Jordan Schur
- A&R (assistant) : Thom Panunzio
- Design : Soap Design Co.
- Photographie : Mark Liddell

## Certifications
| Pays                  | Certification | Unités certifiées |
| --------------------- | ------------- | ----------------- |
| Canada (Music Canada) | 2 × Platine   | 200 000           |
| États-Unis (RIAA)     | 3 × Platine   | 3 000 000         |
| Royaume-Uni (BPI)     | Or            | 100 000           |